# Ишантураева, Сара Абдурахмановна
Са́ра Абдурахма́новна Ишантура́ева (узб. Sora Abdurahmonovna Eshontoʻrayeva, 1911—1998) — советская, узбекская актриса театра и кино, общественный деятель. Народная артистка СССР (1951).

## Биография
Родилась 26 октября (8 ноября) 1911 года в селении Бешбулак (ныне в Янгикурганском районе, Наманганская область Узбекистана). Узбечка.
В раннем детстве, после смерти отца, мать вынуждена была отдать Сару, как и остальных двоих детей, в чужие семьи. С 11 лет воспитывалась в женской школе-интернате имени Зебунниса в Ташкенте, участвовала в самодеятельном кружке, а затем в массовых сценах спектаклей Образцовой краевой драматической труппы.
В 1927 году окончила Узбекскую государственную драматическую студию при Узбекском доме просвещения (позже Узбекский институт просвещения им. И. В. Сталина) в Москве, где училась у Р. Симонова, Л. Свердлина, И. Толчанова. Выпускники этой студии составили основу Узбекского театра драмы им. Хамзы.
С 1927 года — актриса Центральной государственной образцовой узбекской труппы в Самарканде (с 1929 — Государственный узбекский театр драмы им. Хамзы в Ташкенте, с 2001 — Узбекский национальный академический драматический театр). В 1943—1946 и 1953—1960 годах — директор театра.
Творчеству актрисы свойственны теплота и жизненная правдивость, она стремится углубленно и драматически раскрыть образ героини.
Снималась в кино.
В 1946—1955 и 1981—1985 годах — председатель правления театрального общества Узбекистана.
Член ВКП(б) с 1942 года. Была членом ЦК КП Узбекской ССР. Делегат XIX съезда КПСС. Депутат Верховного Совета СССР 2—4-го созывов (1946—1958). Депутат Верховного Совета Узбекской ССР (с 1939). Член Советского комитета защиты мира. Была председателем правления республиканского Фонда мира. Член Комитета по Ленинским премиям в области науки и искусства при СМ СССР.
Умерла 8 сентября (по другим источникам — 7 сентября) 1998 года в Ташкенте. Похоронена на Чигатайском кладбище.

### Семья
- Муж — Абрар Хидоятов (1900—1958), актёр театра. Народный артист СССР (1945)
- Сын — Гоги Хидоятов (1930—2015), историк, профессор, доктор исторических наук. Заслуженный деятель науки Республики Узбекистан[7].
- Сын — Тимур Хидоятов (1932-2024), профессор, доктор архитектурных наук, преподаватель различных дисциплин ТАСИ
- Внучка — Нигара Гоговна Хидоятова (р. 1964), предприниматель, кандидат исторических наук, общественный деятель[7].
- Внучка — Надира Гоговна Хидоятова (р. 1967), предприниматель, общественный деятель, лидер коалиции «Солнечный Узбекистан», в 2006 году приговорена к 10 годам лишения свободы за совершение экономических преступлений[8].

## Звания и награды
- Народная артистка Узбекской ССР (1937)[9]
- Народная артистка СССР (1951)
- Сталинская премия второй степени (1949) — за исполнение роли Гули в спектакле «Алишер Навои» Уйгуна и И. А. Султанова
- Государственная премия СССР (1977) — за исполнение роли в спектакле «Заря революции» К. Яшена
- Государственная премия Узбекской ССР имени Хамзы (1967)[10]
- Премия имени У. Шекспира[11]
- Два ордена Ленина (1945, 1971)
- Орден Октябрьской Революции (1991)
- Пять орденов Трудового Красного Знамени (31.05.1937 — за выдающиеся заслуги в деле развития узбекского музыкального и танцевального искусства,[12] 1950, 1951, 1957, 1959)
- Орден Дружбы народов (1981)
- Орден «Знак Почёта» (1939)
- Медаль «За трудовое отличие» (1944)
- Медаль «Тридцать лет Победы в Великой Отечественной войне 1941-1945 гг.»
- Медаль «Сорок лет Победы в Великой Отечественной войне 1941-1945 гг.»
- Медаль «В ознаменование 100-летия со дня рождения Владимира Ильича Ленина»
- Медаль «За доблестный труд в Великой Отечественной войне 1941—1945 гг.»
- Орден «Соглом авлод учун» («За здоровое поколение») (Узбекистан), (1993)
- Орден «За выдающиеся заслуги» (Узбекистан) (2004 — посмертно)

## Роли в театре
- 1927 — «Принцесса Турандот» К. Гоцци — Адельма
- 1927 — «Слуга двух господ» К. Гольдони — Беатриче
- 1928 — «Худжум» В. Г. Яна и А. С. Чулпана — Турсуной
- 1929 — «Два коммуниста» К. Яшена — Дильбар[2]
- 1929 — «Человек с портфелем» А. М. Файко — Гога
- 1931, 1944 — «Овечий источник» Л. де Веги — Лауренсия
- 1931 — «Сожжём» К. Яшена — Ульмас
- 1935 — «Гамлет» У. Шекспира — Офелия
- 1936 — «Честь и любовь» К. Яшена — Онахон
- 1937 — «Любовь Яровая» К. А. Тренёва — Любовь Яровая
- 1938 — «Гроза» А. Н. Островского — Катерина
- 1939 — «Бай и батрак» Хамзы — Джамиля
- 1941 — «Отелло» У. Шекспира — Дездемона
- 1942 — «Смерть оккупантам» К. Яшена — Оксана
- 1945 — «Алишер Навои» Уйгуна и И. А. Султанова — Гули
- 1947 — «За тех кто в море» Б. А. Лавренёва — Шабунина
- 1947 — «Русский вопрос» К. М. Симонова — Джесси
- 1950 — «За окнами посольства» братьев Тур — Ева Грант
- 1952 — «Дорогой бессмертия» В. Г. Брагина и Г. А. Товстоногова по книге Ю. Фучика «Репортаж с петлёй на шее» — Густа Фучикова
- 1953 — «Рассказ о Турции» Н. Хикмета — коммунистка Хатче
- 1957 — «Алжир, родина моя!» по роману М. Диба — Айни
- 1958 — «Хуррият» Уйгуна — Хуррият
- 1961 — «Здравствуйте, звезды» («Фауст и смерть») А. С. Левады — Ирина
- 1963 — «Оптимистическая трагедия» В. В. Вишневского — Комиссар
- 1965 — «Жизнь женщины» М. Каору — Седзу
- 1966 — «Король Лир» У. Шекспира — Гонерилья
- «Бесприданница» А. Н. Островского — Лариса
- «Царь Эдип» Софокла — Иокаста
- «Заря революции» К. Яшена — мать
- «Каменный гость» А. С. Пушкина — Дона Анна
- «Муканна» Х. Алимджана — Guloyim
- «Незнакомец» В. Дельмар — мать

## Роли в кино
- 1953 — Бай и батрак — Джамиля
- 1954 — Сёстры Рахмановы — Мунис
- 1961 — Птичка-невеличка — Таджихон
- 1966 — Колокол Саята — мать Халиды